# ميخائيل كوين (سياسي)
ميخائيل كوين (بالإنجليزية: Michael Quinn)‏ هو سياسي أسترالي، ولد في 23 أكتوبر 1900، وتوفي في 12 يوليو 1965. نشط حزبياً في حزب العمال الأسترالي. وقد انتخب عضو المجلس التشريعي نيو ساوث ويلز.